# Лубоед вязовый
Лубоед вязовый (лат. Pteleobius vittatus) — вид жуков-долгоносиков из подсемейства короедов.Распространён в Средней и Южной Европе, России, на Кавказе и в Малой Азии.
Длина тела взрослых насекомых 1,8—2,2 мм. Тело широкое, тускло-бурое, с более светлыми усиками и ногами, и тёмно-бурой головой; тело покрывают жёлто-серые и чёрно-бурые чешуйки, которые образуют узор, и одиночных торчащих щетинках и чешуйках.
Заселяют преимущественно молодые деревья, поваленные, проникая через в ствол через нижнюю, обращённую к земле сторону, различных видов ильма — Ulmus effusa, Ulmus campestris, Ulmus montana, Ulmus pumila. Предпочитают сваленные колья и стволы ильма, которые расположены в глухой чаще леса; кора таких кольев бывает сплошь пронизана маточными ходами. Старые деревья заселяют реже, куда предпочитают проникать через тонкую и переходную кору и ветви в ствол.